# Puer aeternus
Puer Aeternus je latinski izraz za pojem večni deček. V jungovski analitični psihologiji primeri arhetipa »puer« vključujejo otroka, dečka ali adolescenta. Pojem puer aeternus se lahko nanaša tudi na ženske, pri čemer se latinska terminologija modificira v izraz puella. 
Puer Aeternus: psihološka študija odraslega, ki se bojuje z blaženostjo otroštva in Problem Puer aeternusa sta knjigi, ki ju je napisala jungovska analitičarka Marie-Louise von Franz in govorita o specifičnem primeru arhetipa, puer aeternusu (ali »večnem mladeniču«) skozi analizo likov, kot sta Peter Pan in Mali princ iz istoimenske knjige Antoina de Saint-Exupéryja. Formanova filmska upodobitev Mozarta (Amadeus) tudi prikazuje arhetip puera.
Analitični psihologi navajajo, da nekateri znaki izražanja puerovskega arhetipa v posameznikovem življenju vključujejo nezrelost, narcisoidnost in željo po begu v domišljijski ali idealistični svet. V sklopu teh teženj si osebe ne želijo realističnega soočenja s situacijo.  
Nasprotni arhetip (enanciodromija) puera je seneks (»stari modri človek«).